# Sesta minore

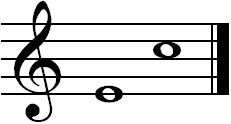
Sesta minore Mi - Do

Una sesta minore (o meglio intervallo di sesta minore) è l'intervallo esistente tra due note distanti fra loro 8 semitoni, o più precisamente 3 toni (Tono (musica)) e 2 semitoni. La sesta minore di Do, ad esempio, è La bemolle.
Il bicordo armonico fatto di due note distanti tra loro una sesta minore ha una consonanza imperfetta.